# Baptiste Tronchay
Pour les articles homonymes, voir Tronchay.
Baptiste Tronchay, sieur de Baladé en Aron, est un écrivain français né à Sablé en 1508 et mort au Mans le 21 juin 1557. Membre de la famille Tronchay, il était le frère de l'écrivain Gaspard Tronchay. 

## Biographie
Conseiller au présidial du Mans, il a écrit une Ode à M. de Langey, trois livres d' Amours et un traité de la grammaire françoise qui ne semblent pas avoir été imprimés.
Il épousa, le 7 mars 1537, Jeanne Pancelot de la Paqueraye. dont il a sept enfants dont :
- Georges Tronchay ;
- Jacques Tronchay, sieur de Launay ;
- Louise Tronchay, qui épouse Eustache Neveu, sieur de la Bataille et du Coudray ;
- Félix Tronchay, sieur de la Noë (Morannes), ministre protestant de Beaufort-en-Vallée à Saumur, député au synode de Montauban[3] ;
- Nicolas Tronchay, écuyer, sieur de Baladé en Aron, des Grandes-Maisons de Launay, de Bagnères, la Bohordière, la Sanguinière, Martigné et Champdemanche (Morannes), receveur des tailles de La Flèche, gentilhomme ordinaire de la Chambre du roi, maître des eaux et forêts du comté de Mayenne, puis grand audiencier de France, demeurant à Paris, rue Saint-André-des-Arcs, épousa, le 26 novembre 1581, Renée, fille de François Le Bret, sieur de Plainchamp, conseiller au présidial d'Angers. Il eut la réputation d'être l'homme le plus riche du Maine et de l'Anjou. Il a plusieurs enfants dont François Tronchay, grand audiencier de France, 1661 ;
- Louis Tronchay, sieur de la Forterie. l'un des plus doctes et plus savants jeunes hommes de France et des plus affectionnés aux lettres, auteur de plusieurs poèmes et d'une histoire détaillée des troubles religieux ; il fut tué par les soldats catholiques, au village de Thou, en Nivernais.